# 埃尔帕劳丹格莱索拉
41°39′01″N 0°52′52″E / 41.6501468°N 0.8812324°E
埃尔帕劳丹格莱索拉，是西班牙加泰罗尼亚莱里达省的一个市镇。 总面积12平方公里，总人口1685人（2001年），人口密度140人/平方公里。